# Dresslerella archilae
Dresslerella archilae é uma espécie de orquídea (Orchidaceae) que existe na Guatemala.